# 장복심 (정치인)
장복심(張福心, 1946년 6월 16일 ~ )은 대한민국의 약사, 정치인이다. 제17대 국회의원을 지냈다.

## 생애
전남 순천 출신이다. 약사로서 여약사회에서 활동했으며, 2002년 정계에 입문했다.

## 학력
- 순천도사국민학교 졸업
- 순천매산중학교 졸업
- 순천매산고등학교 졸업
- 덕성여자대학교 약학대학 약학과 학사
- 강원대학교 대학원 약학과 박사

## 악력
- 1978년 ~ 1982년 : 서울시 강남구 여학사회 회장
- 2000년 : 대한약사회 여약사회 회장
- 2000년 : 한국여성단체협의회 이사, 조직관리위원장
- 2002년 : 새천년민주당 국민참여운동본부 부본부장
- 2004년 : 열린우리당 중앙위원
- 2004년 : 제17대 열린우리당 소속, 국회의원 (비례대표)
- 대한민국헌정회 진료비지원심사특별위원장
- 2025년 5월 ~ : 대한민국헌정회 여성가족위원회 위원장

## 역대 선거 결과
|  | 38.26% |

|  | 35.55% |